# GT25 sommarturné 2004
GT25 sommarturné 2004 var under perioden 14 juli-18 augusti 2004 den svenska popgruppen Gyllene Tiders 25-årsjubileumsturné. Den officiella totala åskådarsiffran räknades till 492 252. Konserten i Göteborg flyttades från Slottsskogsvallen till Ullevi.

## Turnéplan
| Datum      | Arena                   | Ort         | Publik |
| ---------- | ----------------------- | ----------- | ------ |
| 14 juli    | Örjans vall             | Halmstad    | 23 329 |
| 15 juli    | Örjans vall             | Halmstad    | 23 733 |
| 17 juli    | Pinneviken              | Lysekil     | 22 454 |
| 18 juli    | Sofiero slott           | Helsingborg | 12 528 |
| 20 juli    | Norrköpings Idrottspark | Norrköping  | 23 405 |
| 21 juli    | Rottneros               | Sunne       | 12 103 |
| 23 juli    | Stockholms stadion      | Stockholm   | 32 508 |
| 24 juli    | Stockholms stadion      | Stockholm   | 32 215 |
| 25 juli    | Lugnet                  | Falun       | 20 518 |
| 28 juli    | Karstorp                | Skövde      | 19 917 |
| 30 juli    | Värendsvallen           | Växjö       | 30 232 |
| 31 juli    | Mölleplatsen            | Malmö       | 16 930 |
| 4 augusti  | Eyravallen              | Örebro      | 22 500 |
| 6 augusti  | Elmiafältet             | Jönköping   | 30 410 |
| 7 augusti  | Ullevi                  | Göteborg    | 58 980 |
| 10 augusti | Gränsö Slott            | Västervik   | 15 036 |
| 11 augusti | Sundbyholmstravet       | Eskilstuna  | 21 546 |
| 13 augusti | Park Arena              | Sundsvall   | 22 337 |
| 14 augusti | Torget                  | Skellefteå  | 10 528 |
| 17 augusti | Jogersö                 | Oxelösund   | 13 875 |
| 18 augusti | Örjans vall             | Halmstad    | 27 168 |

### Fotnoter
1. ↑  Fredrik Thunberg (27 november 2004). ”GT25 live” (på svenska). Helsingborgs dagblad. https://www.hd.se/2004-11-27/gt25-live. Läst 5 april 2019.